# Gott, man lobet dich in der Stille
Gott, man lobet dich in der Stille (BWV 120) ist eine geistliche Kantate von Johann Sebastian Bach. Er komponierte sie in Leipzig für die Ratswahl. Bach benutzte Teile der Kantate für eine Hochzeitskantate (BWV 120a) und bearbeitete sie 1730 als eine Kantate zur Feier der Augsburger Konfession (BWV 120b). Er arbeitete später den Beginn des Chorsatzes für das Et expecto im Credo seiner h-Moll-Messe um.

## Geschichte
Gott, man lobet dich in der Stille wurde in Leipzig zur Ratswahl geschrieben. Diese Einführung des gewählten Stadtrats wurde regelmäßig am Montag nach St. Bartholomäus (24. August) in einem Gottesdienst begangen. Eine erste Aufführung 1728 oder 1729 erscheint wahrscheinlich. Die Kantate wurde 1742 erneut aufgeführt. Die Partitur dieser Aufführung ist erhalten, überschrieben: J. J. Concerto à 4 Voci. due Hautb. due Violini, Viola, 3 Trombe, Tamburi è Continuo.
Teile der Kantate benutzte Bach für die Hochzeitskantate Herr Gott, Beherrscher aller Dinge (BWV 120a) und 1730 für eine Kantate Gott, man lobet dich in der Stille (BWV 120b) zum 200. Jahrestag der Augsburger Konfession. Die Musik des letzteren Werks ist verloren. Bach bearbeitete den ersten Teil des zweiten Satzes, Jauchzet, ihr erfreuten Stimmen, als Et expecto resurrectionem mortuorum (und erwarte die Auferstehung der Toten) im Symbolum Nicaenum (Credo) seiner h-Moll-Messe.

## Besetzung, Worte und Aufbau
Die Instrumentierung ist dem Anlass entsprechend festlich, mit vier Vokalsolisten und dem vierstimmigen Chor musizieren drei Trompeten, Pauken, zwei Oboe d’amore, zwei Violinen, Viola und basso continuo.
1. Aria: (Alt): Gott, man lobet dich in der Stille
2. Coro: Jauchzet, ihr erfreuten Stimmen
3. Recitativo (Bass): Auf, du geliebte Lindenstadt
4. Aria (Sopran): Heil und Segen
5. Recitativo (Tenor): Nun, Herr, so weihe selbst das Regiment
6. Choral: Nun hilf uns, Herr, den Dienern dein

Der erste Satz vertont Psalm 65:2. Es ist ungewöhnlich, dass eine Bach-Kantate mit einer Solostimme beginnt, doch vielleicht wollte er die Worte aus der Stille verdeutlichen, indem er sie für Alt und zwei Oboen d’amore setzte. Der folgende Chorsatz wird in großem Kontrast von Trompetenfanfaren dominiert, die von den Singstimmen aufgegriffen werden. Die Sopran-Aria mit Solo-Violine geht vermutlich auf ein früheres Werk zurück: Eine Bearbeitung des Stücks für Violine und obligates Cembalo ist Teil der Frühfassung (BWV 1019a) der Violinsonate G-dur BWV 1019, die Bach aller Wahrscheinlichkeit nach schon in seiner Köthener Zeit (1717–1723) komponiert hatte. Das Tenor-Rezitativ, ein Gebet um Gerechtigkeit und Segen, wird von Streichern begleitet. Die Worte des abschließenden Chorals stammen aus dem deutschen Te Deum Martin Luthers, Herr Gott, dich loben wir.

## Einspielungen
- Cantatas, BWV 119-120. Nikolaus Harnoncourt, Tölzer Knabenchor, Concentus Musicus Wien, Markus Huber (Knabensopran), Paul Esswood, Kurt Equiluz, Robert Holl, Philippe Huttenlocher. Teldec, 1971.
- Die Bach Kantate Vol. 67. Helmuth Rilling, Gächinger Kantorei, Bach-Collegium Stuttgart, Helen Donath, Hildegard Laurich, Adalbert Kraus, Wolfgang Schöne. Hänssler, 1973
- J. S. Bach Cantatas BWV 29 „Wir danken dir, Gott“; BWV 119 „Preise, Jerusalem, den Herrn“; BWV 120 „Gott, man lobet dich in der Stille“. Philippe Herreweghe, Collegium Vocale Gent, Deborah York, Ingeborg Danz, Mark Padmore, Peter Kooij. Harmonia Mundi, 1999.[3]
- J. S. Bach: Complete Cantatas Vol. 20. BWV 120 und BVW 120a. Ton Koopman, Amsterdam Baroque Orchestra & Choir, Sandrine Piau, Bogna Bartosz (120) – Nathalie Stutzmann (120a), James Gilchrist, Klaus Mertens. Antoine Marchand, 2003.